# The Wizard of Malta
The Wizard of Malta est un court métrage réalisé en 1981 par Alex Roshuk mais entièrement scénarisé et imaginé par l'artiste américain Douglas Davis (en). Ce film est un travail d'art, plus précisément un collage de longs métrages hollywoodiens des années 1930 à 1960, dont fait notamment partie Le Faucon maltais de John Huston mais aussi Le Magicien d'Oz de Victor Fleming et Psychose d'Alfred Hitchcock, avec un scénario original. Douglas Davis, en rendant hommage à sa manière aux classiques du cinéma américain, se questionne sur la combinaison du passé et du récent dans l'art. L'actrice Diane Keaton a consenti à prêter sa voix pour la narration du court métrage.

## Technique de projection
The Wizard of Malta utilise une technique appelée Front Screen Projection (en) qui combine des performances d'acteurs au premier plan avec des images d'arrière-plan pré-filmées. La volonté de Douglas Davis était de se baser sur les « classiques » du cinéma américain et d'en extraire quelques scènes. Ensuite, ses « acteurs », tels que Diane Keaton, lisaient le scénario original de Davis devant un écran blanc sur lequel était projeté les extraits afin que cela donne l'impression qu'ils jouent dans ces vieux films. Cette technique a pour but renforcer la théorie du postmodernisme qui dit qu'en combinant l'ancien et le nouveau, on peut avoir une nouvelle vision sur l'évolution de la culture et de l'art. La première projection du court métrage a eu lieu au Whitney Museum of American Art de New York.